# 알토나구

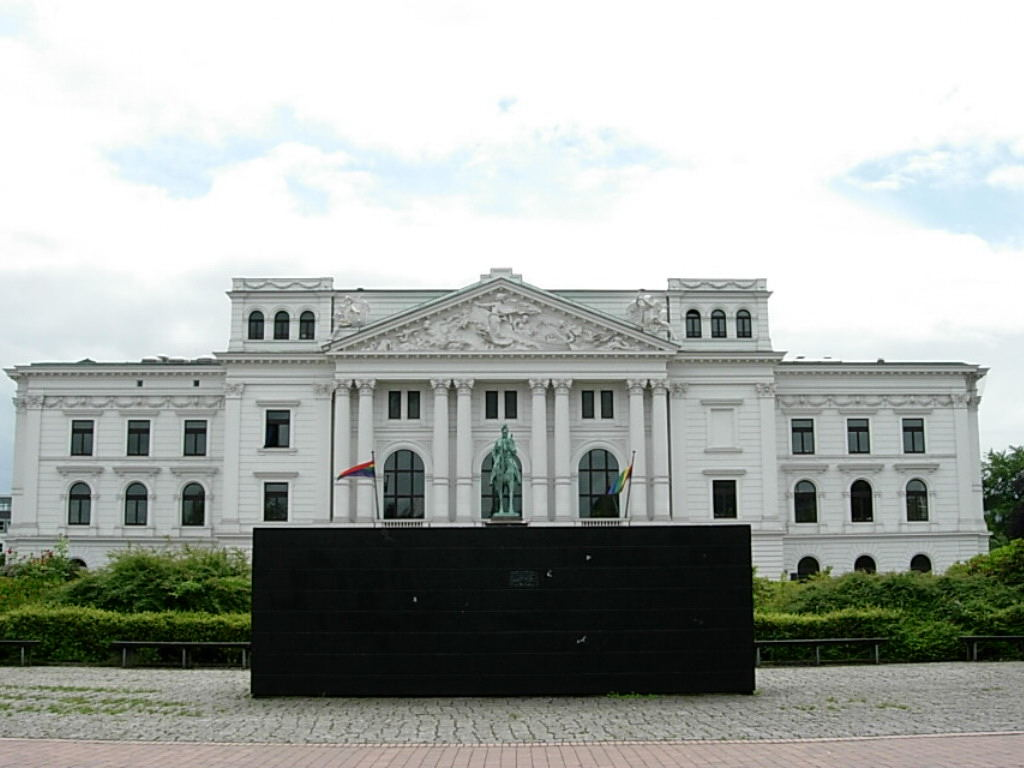

알토나(Altona)는 독일 함부르크의 서부에 위치했던 역사적인 도시로 현재는 함부르크의 지역이다. 소행성 850 알토나는 이 도시의 이름을 따서 명명되었다.

## 같이 보기
- 앨투나 (펜실베이니아주)